# Yumi Iwabuchi
Pour les articles homonymes, voir Iwabuchi.
Yumi Iwabuchi (岩渕 有美, Iwabuchi Yumi) (née le 10 septembre 1979 dans la préfecture de Saitama) est une joueuse de softball japonaise. Elle remporte lors des Jeux olympiques d'été de 2004 la médaille de bronze avec l'équipe du Japon qui se classe derrière les États-Unis et l'Australie.